# Liste der Baudenkmäler in Mellerhöfe
Die Liste der Baudenkmäler in Mellerhöfe enthält die denkmalgeschützten Bauwerke auf dem Gebiet von Erftstadt-Mellerhöfe in Nordrhein-Westfalen (Stand: Juni 2024). Diese Baudenkmäler sind in der Denkmalliste der Stadt Erftstadt eingetragen; Grundlage für die Aufnahme ist das Denkmalschutzgesetz Nordrhein-Westfalen (DSchG NRW).

## Baudenkmäler
Die Liste der Baudenkmäler enthält Sakralbauten, Wohn- und Fachwerkhäuser, historische Gutshöfe und Adelsbauten, Industrieanlagen, Wegekreuze und andere Kleindenkmäler sowie Grabmale und Grabstätten, die eine besondere Bedeutung für die Geschichte Erftstadts haben.
Hinweis: Die Reihenfolge der Denkmäler in dieser Liste entspricht der offiziellen Liste und ist nach Bezeichnung, Ortsteilen und Straßen sortierbar.
| Bild               | Bezeichnung                                  | Lage                         | Beschreibung | Bauzeit   | Eingetragen seit | Denkmal- nummer |
| ------------------ | -------------------------------------------- | ---------------------------- | --- | --------- | ---------------- | --------------- |
| weitere Bilder     | Herrenhaus und Stallgebäude Metternicher Hof | Mellerhöfe 8                 | Das Wohnhaus des ehemaligen Wolff Metternichschen Hofes, ein zweigeschossiger Backsteinbau mit Mansarddach und geschweiften Giebeln, wurde in den Jahren 1820–1822 errichtet. Die Straßenfassade des Hauses ist durch sieben gleichmäßig aufgereihte Fensterachsen gegliedert. Die hochrechteckigen Fenster wie auch die Haupteingangstür in der Mitte besitzen eine Sandsteineinfassung. An der Rückseite schließt sich ein langgestrecktes Wirtschaftsgebäude aus Backstein an. Bei der Renovierung in den 1990er Jahren wurde die alte Substanz nach Möglichkeit erhalten. | 1820–1822 | 12.08.1982       | 032             |
| Wegekreuz, 18. Jh. | Wegekreuz, 18. Jh.                           | Mellerhöfe bei Hausnummer 15 | Das Sandsteinkreuz besteht aus einem hohen rechteckigen Schaft mit Konsole und Sakramentsnische, darauf ein Kreuz mit Korpus. | 18. Jh.   | 24.02.1987       | 102             |

## Belege
1. ↑  Denkmalliste der Stadt Erftstadt, übermittelt durch die Untere Denkmalbehörde Erftstadt
2. ↑   Frank Bartsch, Dieter Hoffsümmer, Hanna Stommel: Denkmäler in Erftstadt. Erftstadt 1998-2000. Kapitel 9.3 Mellerhöfe Wohnhaus